# Matthew Phillips
Pour les articles homonymes, voir Phillips.
Pas d'image ? Cliquez ici

a Compétitions nationales et continentales officielles uniquement.

b Matchs officiels uniquement.
Dernière mise à jour le 12 août 2019.
Matthew Phillips né le 10 avril 1975 à Kaitaia (Nouvelle-Zélande), est un joueur de rugby à XV néo-zélandais qui évolue pour l'Équipe d'Italie de rugby à XV, jouant numéro 8 (1,93 m pour 114 kg) puisqu'il avait déjà passé plus de trois ans dans le championnat italien et qu'il n'avait pas été sélectionné en Équipe de Nouvelle-Zélande de rugby à XV.

## Biographie
Matthew Phillips a honoré sa première cape internationale le 2 février 2002 contre la France, dans le cadre du tournoi.

## Équipe nationale
- 14 sélections pour l'Équipe d'Italie de rugby à XV.
- 3 essais
- 15 points
- Tournoi des Six Nations disputés : 2002, 2003
- Sélections par année : 5 en 2002, 9 en 2003.

- Coupe du monde de rugby disputée : 2003 (2 matchs, 1 comme titulaire).

## Parcours en club
- Arix Viadana 1999-2006

## Palmarès en club
- Champion d'Italie : 2002
- Vainqueur de la Coupe d'Italie : 2000, 2003